# Adrian Josef von Hoverden-Plencken
Adrian Josef von Hoverden-Plencken (ur. 26 września 1798 we Wrocławiu, zm. 7 stycznia 1875 tamże) – niemiecki kolekcjoner sztuki, animator życia kulturalnego i naukowego.

## Życiorys
W latach 1813–1815 uczestniczył w wojnach wyzwoleńczych z Napoleonem. Później pracował w administracji. W 1845 roku zamieszkał we Wrocławiu. Jego dom stał się ośrodkiem życia kulturalnego. W latach 1845–1868 był sekretarzem Śląskiego Towarzystwa Artystycznego i współtwórcą Galerii Obrazów w Domu Stanów Śląskich. Był także prezesem Towarzystwa Muzeum Starożytności Śląskich. Zgromadził kolekcję sztuki śląskiej, której część podarował wrocławskim muzeom. Na jego zamówienie Bernard Mannfeld wykonał rękopiśmienne odpisy i rysunki nagrobków i epitafiów na Śląsku, które częściowo zachowane znajdują się we wrocławskiej Bibliotece Uniwersyteckiej. Opublikował do nich drukowany indeks Schlesische Grabdenkmäle und Grabinschriften (1870–1872).